# Ingeniería rama Industrial
En España, la denominación Ingeniería rama Industrial no existe como titulación universitaria, siendo los ingenieros industriales y master en ingeniería industrial quienes disponen de atribuciones plenas en la rama industrial de la ingeniería.
Actualmente existen graduados en las diferentes especialidades con atribuciones plenas en cada una de ellas, conforme a las disposiciones legales vigentes. 
Titulaciones de grado en el ámbito de la Ingeniería Industrial:
- Grado en Ingeniería Mecánica
- Grado en Ingeniería Química
- Grado en Ingeniería Eléctrica
- Grado en Ingeniería en Electrónica y Automática
- Grado en Diseño Industrial y Desarrollo del Producto
- Grado en Ingeniería en Organización industrial
- Grado en Ingeniería en Tecnologías Industriales

Aunque la denominación exacta puede variar dado que algunas universidades modifican ligeramente esta. Verbigracia: Ingeniería en Organización Industrial → Ingeniería en Organización; Ingeniería en Electrónica y Automática → Ingeniería en Electrónica Industrial y Automática.
Todos los grados de Ingeniería del ámbito industrial habilitan para la inscripción y participación de manera directa en los Másteres Universitarios Industriales de especialización. Algunos grados de los anteriormente mencionados son habilitados para el ejercicio profesional como Ingenieros Técnicos Industriales: Grado en Ingeniería Mecánica, Grado en Ingeniería Química, Grado en Ingeniería Eléctrica y Grado en Ingeniería en Electrónica y Automática y cuyo colectivo de ejercicio de la profesión es el Consejo General de Colegios Oficiales de Graduados e Ingenieros Técnicos Industriales de España (COGITI) ().
El marco académico en el que se basan estas titulaciones es el Libro Blanco de Titulaciones de Grado de Ingeniería de la Rama Industrial . Este Libro Blanco es el trabajo llevado a cabo por una red de universidades españolas, apoyadas por ANECA, con el objetivo de realizar estudios y supuestos prácticos útiles en el diseño de los títulos de grado adaptado al Espacio Europeo de Educación Superior (EEES).
Estas titulaciones de grado en Ingeniería rama Industrial (Ingeniero en Diseño Industrial, Ingeniero Eléctrico, Ingeniero en Organización Industrial, etc.) permiten el acceso al Máster en Ingeniería Industrial siempre y cuando sean un grado habilitante para la profesión de Ingeniero Técnico Industrial o bien el título de grado en Ingeniería rama Industrial incluya en su plan de estudios el módulo de formación básica y el módulo común a la rama, aún no cubriendo un bloque completo del módulo de tecnología específica y sí 48 créditos de los ofertados en el conjunto de los bloques de dicho módulo de un título de grado que habilite para el ejercicio de Ingeniero Técnico Industrial, de acuerdo con la correspondiente Orden Ministerial.

## Organización Colegial de la Ingeniería rama Industrial
Los citados Ingenieros de la rama Industrial pueden y, en su caso deben, colegiarse en el Colegio de graduados en Ingeniería de la rama Industrial correspondiente a su localidad 
Además, los Ingenieros en Diseño Industrial, Ingenieros Eléctricos, Ingenieros en Organización Industrial, etc. de grado, pueden colegiarse y asociarse a determinados Colegios Profesionales Colegios de Ingenieros Técnicos Industriales de España, que conforman el Consejo General de Colegios Oficiales de Graduados e Ingenieros Técnicos Industriales de España (COGITI) ().

## [3]Referencias
1. ↑  «Atribuciones Ingenieros rama Industrial». Archivado desde el original el 15 de agosto de 2017. Consultado el 14 de agosto de 2017.
2. ↑  «Libro Blanco de Titulaciones de Grado de Ingeniería de la Rama Industrial - Aneca». www.aneca.es. Consultado el 14 de agosto de 2017.
3. 1 2  «BOE Ingenieria Industrial». Consultado el 14 de agosto de 2017.
4. ↑  «Consejo General de Graduados en Ingeniería rama industrial e Ingenieros Técnicos Industriales de España». www.cogiti.es. Consultado el 13 de agosto de 2017.

El Tribunal Supremo declara la nulidad de los artículos 3 y 56.2 y 4 del Real Decreto 132/2018, del 16 de marzo, en lo que se refiere al título de "Graduado en Ingeniería de la rama industrial". https://www.boe.es/diario_boe/txt.php?id=BOE-A-2020-7795
- Datos: Q48781529